# Agora ao Vivo
Agora ao Vivo é o sétimo álbum ao vivo e o sétimo álbum de vídeo da dupla sertaneja Bruno & Marrone, lançado em 2014 pela Sony Music, . 
Gravado no dia 17 de abril de 2014 no Espaço das Américas, em São Paulo, o álbum foi o último lançamento da dupla pela gravadora Sony Music, e é repleto de sucessos da música nacional, além de sete músicas inéditas, destacando-se a primeira música de trabalho, "Você Me Vira a Cabeça", regravação do sucesso de Alcione.

## Lista de faixas
| Agora (Ao Vivo) – Edição em vídeo) |                                |                                                     |         |  |
| N.º                                | Título                         | Compositor(es)                                      | Duração |  |
| 1.                                 | "Ausência"                     | Chrystian / Ralf                                    |         |  |
| 2.                                 | "Deixa Acontecer"              | Alex Freitas / Carlos Caetano                       |         |  |
| 3.                                 | "Tiro e Queda"                 | Matheus Aleixo                                      |         |  |
| 4.                                 | "Você Me Vira a Cabeça"        | Chico Roque / Paulo Sérgio Valle                    |         |  |
| 5.                                 | "Apenas Mais Uma de Amor"      | Lulu Santos                                         |         |  |
| 6.                                 | "Mudei Demais"                 | Bruno / Felipe / Dudu Borges                        |         |  |
| 7.                                 | "Oceano"                       | Djavan                                              |         |  |
| 8.                                 | "Garçom"                       | Reginaldo Rossi                                     |         |  |
| 9.                                 | "Agora (Ahora)"                | Alberto Plaza / Jaime Ciero                         |         |  |
| 10.                                | "Não Vou Chorar"               | Alexandre Pires / Beto Garrido                      |         |  |
| 11.                                | "Eu Sei"                       | Fernando Pezão / Serginho Moah                      |         |  |
| 12.                                | "A Casa ao Lado"               | Mauro Jovani / Sérgio Caetano                       |         |  |
| 13.                                | "Frente a Frente"              | Carlos Colla / Chico Roque                          |         |  |
| 14.                                | "Quando a Chuva Passar"        | Ramon Cruz                                          |         |  |
| 15.                                | "Primeiros Erros (Chove)"      | Kiko Zambianchi                                     |         |  |
| 16.                                | "Parabéns"                     | Eberth Oliveira / Ronaldo de Lima / Wilson Viturino |         |  |
| 17.                                | "Vou Te Amarrar na Minha Cama" | Ed Wilson / Solange De Cesar                        |         |  |
| 18.                                | "Ainda Gosto de Você"          | Tonny / Kleber                                      |         |  |
| 19.                                | "Stop Que Ela é Top"           | André Silva / Davi Ávila                            |         |  |
| 20.                                | "Alma Gêmea"                   | Peninha                                             |         |  |
| 21.                                | "Dormi na Praça"               | Fátima Leão / Elias Muniz                           |         |  |
| 22.                                | "Evidências"                   | José Augusto / Paulo Sérgio Valle                   |         |  |
| 23.                                | "Força Estranha"               | Caetano Veloso                                      |         |  |
| Duração total:                     | Duração total:                 | Duração total:                                      | 1:35:00 |  |

| Agora (Ao Vivo) – Edição em áudio (Vol 1) |                           |                                  |         |  |
| N.º                                       | Título                    | Compositor(es)                   | Duração |  |
| 1.                                        | "Ausência"                | Chrystian / Ralf                 | 3:49    |  |
| 2.                                        | "Deixa Acontecer"         | Alex Freitas / Carlos Caetano    | 3:26    |  |
| 3.                                        | "Tiro e Queda"            | Matheus Aleixo                   | 3:43    |  |
| 4.                                        | "Você Me Vira a Cabeça"   | Chico Roque / Paulo Sérgio Valle | 3:14    |  |
| 5.                                        | "Apenas Mais Uma de Amor" | Lulu Santos                      | 3:07    |  |
| 6.                                        | "Mudei Demais"            | Bruno / Felipe / Dudu Borges     | 3:34    |  |
| 7.                                        | "Oceano"                  | Djavan                           | 3:43    |  |
| 8.                                        | "Garçom"                  | Reginaldo Rossi                  | 3:15    |  |
| 9.                                        | "Agora (Ahora)"           | Alberto Plaza / Jaime Ciero      | 3:59    |  |
| 10.                                       | "Não Vou Chorar"          | Alexandre Pires / Beto Garrido   | 3:18    |  |
| 11.                                       | "Eu Sei"                  | Fernando Pezão / Serginho Moah   | 3:11    |  |
| Duração total:                            | Duração total:            | Duração total:                   | 38:19   |  |

| Agora (Ao Vivo) – Edição em áudio (Vol 2) |                                |                                                     |         |  |
| N.º                                       | Título                         | Compositor(es)                                      | Duração |  |
| 1.                                        | "A Casa ao Lado"               | Mauro Jovani / Sérgio Caetano                       | 3:56    |  |
| 2.                                        | "Frente a Frente"              | Carlos Colla / Chico Roque                          | 4:11    |  |
| 3.                                        | "Quando a Chuva Passar"        | Ramon Cruz                                          | 3:27    |  |
| 4.                                        | "Primeiros Erros (Chove)"      | Kiko Zambianchi                                     | 3:04    |  |
| 5.                                        | "Parabéns"                     | Eberth Oliveira / Ronaldo de Lima / Wilson Viturino | 3:53    |  |
| 6.                                        | "Vou Te Amarrar na Minha Cama" | Ed Wilson / Solange De Cesar                        | 3:28    |  |
| 7.                                        | "Ainda Gosto de Você"          | Tonny / Kleber                                      | 3:35    |  |
| 8.                                        | "Stop Que Ela é Top"           | André Silva / Davi Ávila                            | 2:36    |  |
| 9.                                        | "Alma Gêmea"                   | Peninha                                             | 3:40    |  |
| 10.                                       | "Dormi na Praça"               | Fátima Leão / Elias Muniz                           | 2:55    |  |
| 11.                                       | "Evidências"                   | José Augusto / Paulo Sérgio Valle                   | 4:23    |  |
| 12.                                       | "Força Estranha"               | Caetano Veloso                                      | 4:30    |  |
| Duração total:                            | Duração total:                 | Duração total:                                      | 43:38   |  |